# Felicija Bortkevičienė
Felicija Bortkevičienė née Povickaitė (1er septembre 1873 - 1945) est une femme politique lituanienne et éditrice de longue date de Lietuvos ūkininkas (en) et Lietuvos žinios (en). Elle devient active dans la vie publique après avoir déménagé à Vilnius en 1900 et se fait connaître comme une organisatrice, une gestionnaire et une trésorière énergique et prolifique de nombreuses organisations politiques, culturelles et caritatives. Elle rejoint et est l'une des dirigeantes de divers partis politiques, notamment le Parti démocratique lituanien (en), l'Union paysanne et l'Union lituanienne agraire et des verts. Elle est déléguée au Grand Seimas de Vilnius (en) (1905), élue à l'Assemblée constituante de Lituanie (1920) et candidate aux postes de ministre de l'Approvisionnement et des Travaux publics (1918) et de présidente de la Lituanie (1926). Bortkevičienė organise et dirige plusieurs organisations caritatives, notamment celles soutenant les étudiants doués, les prisonniers politiques du régime tsariste et les Lituaniens prussiens déportés. Elle est également membre du mouvement des femmes en Lituanie, membre active de l'Association des femmes lituaniennes et présidente de l'Union des femmes lituaniennes. Pour ses diverses activités, Bortkevičienė est arrêtée et emprisonnée à plusieurs reprises par différents régimes, notamment la Russie tsariste, la Lituanie indépendante et la Lituanie soviétique.

## Biographie

### Jeunesse

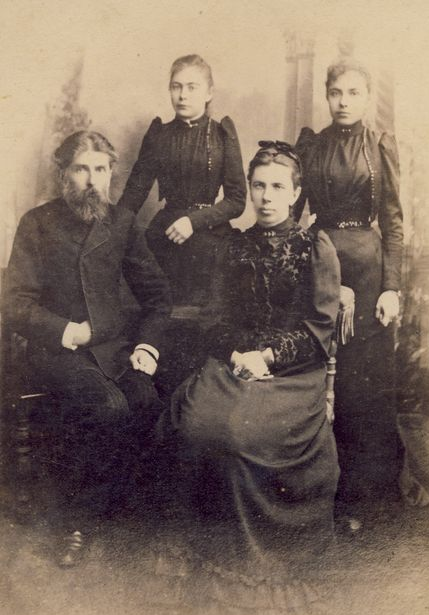
Bortkevičienė avec ses parents et sa sœur.

Elle est née dans le manoir de Linkaučiai près de Krekenava, alors partie de l'Empire russe, dans la famille de Juozas Povickas et Antanina Ona Liutkevičiūtė, petits nobles lituaniens. Le manoir familial est confisqué pour leur participation au soulèvement de 1863 et la famille déménage dans le village d'Antakalnis, au sud-est d'Ukmergė. Plusieurs de ses proches maternels meurent lors du soulèvement ou sont déportés en Sibérie. Enfant, elle rend visite à son grand-père déporté et à ses deux oncles à Insar. Bortkevičienė grandit donc entourée d'anti-tsaristes. Elle parle peu le lituanien, qu'elle a appris de sa mère. Son père parle polonais, mais se considère comme lituanien. De son propre aveu, elle ne sait rien du renouveau national lituanien avant 1889.
Elle suit des cours à la maison avant de fréquenter le gymnase des filles Marinskaja à Kaunas en 1885-1889. Elle est expulsée de l'école pour avoir incité cinq autres filles à désobéir à une nouvelle exigence de prier dans une église orthodoxe orientale, mais après beaucoup de difficultés, elle réussit à être admise au Gymnasium pour filles de Vilnius (en) et à obtenir son diplôme en 1890. Pendant un an, elle étudie l'histoire polonaise et la langue française à la secrète université volante de Varsovie. À son retour, elle travaille dans une banque à Ukmergė avec son père jusqu'à sa mort en 1898. Cette expérience lui est particulièrement utile plus tard dans sa vie lorsqu'elle organise les finances de diverses organisations. En 1899, elle épouse l'ingénieur et ami d'enfance Jonas Bortkevičius (1871-1909). Il n'est pas de naissance noble et sa famille désapprouve le mariage. Les jeunes mariés déménagent à Vilnius, où ils s'impliquent dans la vie publique. Elle étudie la langue lituanienne et se passionne pour sa renaissance.

### Avant la Première Guerre mondiale

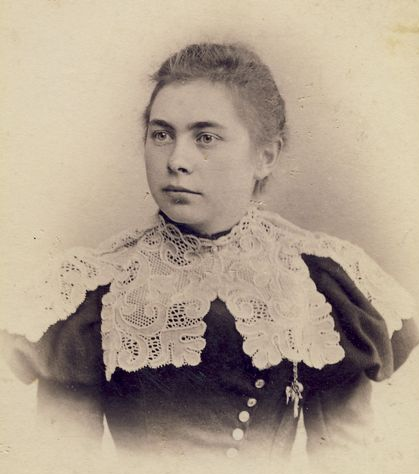
Bortkevičienė dans les années 1890.

À Vilnius, Bortkevičienė rejoint une société d'intellectuels clandestins, connue plus tard sous le nom des Lithuanian Mutual Aid Society of Vilnius (en). Grâce au contrebandier de livres Motiejus Baltūsis, Bortkevičienė a accès aux journaux lituaniens illégaux Varpas (en), Ūkininkas (en) et Naujienos (en). Après l'arrestation de Baltūsis en 1902, elle s'implique dans la contrebande de livres et dans la publication de ces journaux. Elle envoie des manuscrits aux éditeurs et collecte des fonds pour leurs dépenses. Certaines des publications illégales sont cachées dans l'église Saint-Nicolas. Elle devient membre du comité central du Parti démocratique lituanien (en) (LDP), créé en octobre 1902, et membre du conseil d'administration de l'Association des femmes lituaniennes (en), créée en septembre 1905. Sa maison devient un lieu de rassemblement pour les intellectuels ; des séances de LDP ont lieu à son domicile.
Elle soutient la Révolution de 1905 en fournissant de l’argent, du matériel et même des armes aux agitateurs. Elle est membre du comité d'organisation et déléguée au Grand Seimas de Vilnius (en). L'Union paysanne est créée pendant le Seimas et Bortkevičienė devient la directrice de son comité central. L'Union propose et le Seimas approuve une résolution appelant au suffrage universel sans distinction de sexe, de religion ou de nationalité. Selon les mémoires de ses contemporains, elle parle peu mais est impliquée dans presque tous les aspects de l'organisation et de la gestion du Seimas. Elle aide Ernestas Galvanauskas à s'évader de la prison de Panevėžys et à s'enfuir à l'étranger. En 1906, la révolution s'affaiblit et le travail de Bortkevičienė se déplace vers la presse lituanienne qui devient légale. Elle publie Lietuvos ūkininkas (en) et Lietuvos žinios (en).
En septembre 1907, Bortkevičienė participe au Premier Congrès des femmes lituaniennes (en) et tente plus tard d'empêcher le mouvement des femmes de se diviser en branches catholique et libérale. Elle est également impliquée dans des œuvres caritatives, notamment la société Žiburėlis (en) qui soutient les étudiants doués (Bortkevičienė en est la présidente de 1903 à 1940) et le Fonds des Martyrs (Kankinių kasa) qui soutient les militants persécutés par les autorités tsaristes (1904-1914). Pour ses activités anti-tsaristes, elle est emprisonnée quatre fois. Elle est arrêtée pour la première fois en 1907 pour avoir participé à un rassemblement illégal d'enseignants. Son mari est emprisonné à la prison de Lukiškės en 1906 pendant trois mois ;  l'expérience affaiblit sa santé et après un long traitement, il meurt en janvier 1909. Avant sa maladie, il occupait un emploi bien rémunéré dans une usine militaire. Elle utilise son héritage (environ 5 000 roubles) pour financer la publication de Lietuvos ūkininkas et Lietuvos žinios. En 1915, elle devient la première femme franc-maçonne de Lituanie.

### Pendant la guerre

Bortkevičienė (assise au centre) à la conférence lituanienne à Stockholm en 1917.

Pendant la Première Guerre mondiale, Bortkevičienė est évacuée vers la Russie et poursuit son travail public actif. Elle organise des secours aux Lituaniens prussiens déportés de Petite Lituanie. Elle visite leurs communautés dans les villes situées le long des montagnes de l'Oural et de la Volga. Le voyage dure cinq mois. Son organisation, la Lietuvių globa, apporte son soutien à quelque 4 000 Lituaniens prussiens et entretient six écoles primaires et quatre refuges pour personnes âgées. En avril 1917, les Lituaniens décident d'organiser la conférence lituanienne à Petrograd. Bortkevičienė est membre de son comité d'organisation et, lors de la conférence de mai 1917, membre de sa commission d'éducation. Au cours de la conférence, elle s'oppose à l'indépendance totale de la Lituanie et préconise plutôt l'autonomie au sein de l'Empire russe. Quelques mois plus tard, elle regrette son vote et le considère comme une erreur. Elle devient trésorière du nouveau Parti populaire social-démocrate lituanien (en). En octobre 1917, elle est déléguée à la conférence lituanienne de Stockholm. Après la conférence, elle vit à Copenhague et travaille avec la Croix-Rouge pour organiser l'aide aux prisonniers de guerre lituaniens en Allemagne.
Au printemps 1918, elle retourne à Vilnius et reprend ses activités politiques, relançant Lietuvos ūkininkas (en) en novembre 1918. En décembre 1918, au début de la guerre lituano-soviétique, le gouvernement lituanien est en crise et Bortkevičienė encourage Mykolas Sleževičius à prendre les commandes et à devenir Premier ministre. Sleževičius l'envisage pour le ministère de l'Approvisionnement et des Travaux publics, mais les membres du gouvernement expriment des réserves quant à une femme ministre et elle n'est pas sélectionnée. Pendant que le gouvernement évacue vers Kaunas, Bortkevičienė reste à Vilnius. Au début de 1919, Bortkevičienė et d'autres personnalités éminentes, dont Mečislovas Reinys (en), Juozas Vailokaitis (lt) et Liudas Gira (en) sont emprisonnés comme otages par la République socialiste soviétique de Lituanie dirigée par Vincas Mickevičius-Kapsukas. La RSS de Lituanie exige la libération des communistes détenus par le gouvernement lituanien. Elle passe six mois dans les prisons de Lukiškės, Daugavpils et Smolensk. Le 24 juillet, Vaclovas Sidzikauskas (en) organise un échange de prisonniers à Daugailiai (en), échangeant quinze éminents Lituaniens, dont Bortkevičienė, contre 35 communistes.

### Après la Première Guerre mondiale
En juillet 1919, Bortkevičienė retourne à Kaunas. En avril 1920, en tant que candidate de l'Union paysanne, elle est élue à l'Assemblée constituante de Lituanie, mais en raison de son emploi du temps chargé, elle refuse le mandat. Elle devient membre de l'Assemblée constituante en janvier 1921 lorsqu'elle remplace le défunt Juozas Lukoševičius. Elle aide à préparer le statut de l'Université de Lituanie et la loi sur le fonds des patients. La loi est particulièrement importante pour les femmes car elle prévoit un congé de maternité de six semaines et interdit le licenciement pour cause de grossesse. Pendant les sessions de l'Assemblée, Bortkevičienė parle rarement, mais elle exprime son opinion sur deux questions majeures, la réforme agraire et l'institution du président. Elle s'oppose au retour des terres confisquées par le régime tsariste aux églises et aux monastères. Lors de la discussion sur la constitution, elle s'oppose également à la création de l'institution du président. Ces deux mesures sont votées par le Parti chrétien-démocrate lituanien. En 1926, elle se présente aux élections législatives en tant que candidate de l'Union populaire paysanne lituanienne. Elle n'est pas élue au Troisième Seimas de Lituanie (en), mais elle est nommée à la présidence de la Lituanie. Elle reçoit une voix.

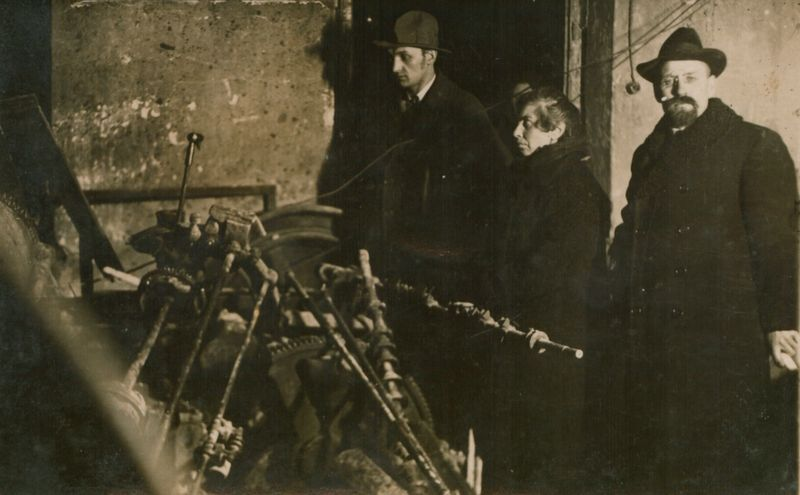
Bortkevičienė (au milieu) examine l'imprimerie Lietuvos žinios après le bombardement de 1927.

En avril 1920, avec le Parti socialiste-démocrate populaire lituanien (LPSDP), elle fonde la maison d'édition AB Varpas, qu'elle dirige jusqu'en 1930. Parce que le LPSDP partage des bureaux avec la presse, elle est en fait responsable des finances et des opérations quotidiennes du LPSDP,. En février 1922, elle relance la publication de Lietuvos žinios et Lietuvos ūkininkas. Les publications expriment ouvertement leurs idéaux et n'hésitent pas à critiquer le gouvernement, pour lequel Bortkevičienė risque des amendes et des arrestations. Rien qu'en 1923, il y a eu 17 procès dans lesquels Bortkevičienė a été désigné comme partie responsable. Pour avoir publié une caricature du Premier ministre Vytautas Petrulis et du ministre de la Défense Leonas Bistras (en) en octobre 1925, elle est condamnée à une amende de 2 000 litas ou à un mois et demi d'emprisonnement. N'ayant pas assez d'argent, elle est emprisonnée jusqu'à ce que ses amis récoltent suffisamment d'argent.
Toute sa vie, Bortkevičienė fait campagne pour les libertés démocratiques et est particulièrement bouleversée par le coup d'État de décembre 1926 qui met en place le régime autoritaire d'Antanas Smetona. Ses publications critiquent le régime, directement ou indirectement (par exemple, en examinant les effets négatifs d'autres régimes autoritaires). Le 11 mars 1927, l'imprimerie est bombardée par des inconnus ; elle vit dans une petite maison près de l'imprimerie. Dans ses mémoires, Kazys Grinius impute l'explosion à Voldemarininkai (en), mais le groupe n'a été créé qu'à la fin de 1927 et il est donc peu probable qu'il en soit responsable. L'explosion est suffisamment puissante pour faire s'effondrer deux étages du bâtiment et détruire les presses à imprimer. Cependant, le journal n'est pas interrompu. Le même jour, Lietuvos žinios est imprimé par une autre presse. Bortkevičienė reconstruit la presse en octobre 1928. La publication de Lietuvos žinios est temporairement suspendue à quatre reprises par les censeurs gouvernementaux ; le dernier et le plus long délai est de six mois après s'être moquer d'un fils de Benito Mussolini. Bortkevičienė fait campagne pour l'amnistie de Juozas Pajaujis (lt) qui a été condamné à mort pour avoir organisé un coup d'État anti-Smetona en 1927.
En 1922, elle contribue au rétablissement de l'Union des femmes lituaniennes (en) qu'elle préside jusqu'en 1928. Elle est également membre d'autres organisations de femmes, notamment le Comité de soutien aux femmes lituaniennes et l'Association des femmes lituaniennes ayant fait des études supérieures. Elle participe également à la création de l organisation faîtière le Conseil des femmes lituaniennes (en) en 1928, mais devient son opposante lorsque le Conseil est financé et utilisé comme outil politique par le régime de Smetona.
Lorsque l'Union soviétique occupa la Lituanie en 1940, la presse est nationalisée, privant Bortkevičienė de son œuvre et de ses moyens de subsistance. En 1945, elle est arrêtée et interrogée à plusieurs reprises par le NKVD. Cela a des conséquences négatives sur sa santé et elle décède en octobre 1945 à Kaunas. Ses funérailles sont supervisées par le NKVD ; son corps est transporté dans un simple camion à Troškūnai et enterré à côté de sa sœur.